# 固石洞之战
固石洞之战，宋高宗绍兴三年（1133年）四月，宋金战争中，南宋岳飞率军攻破固石洞（今江西省于都县东北）围剿彭友等变民军的作战。

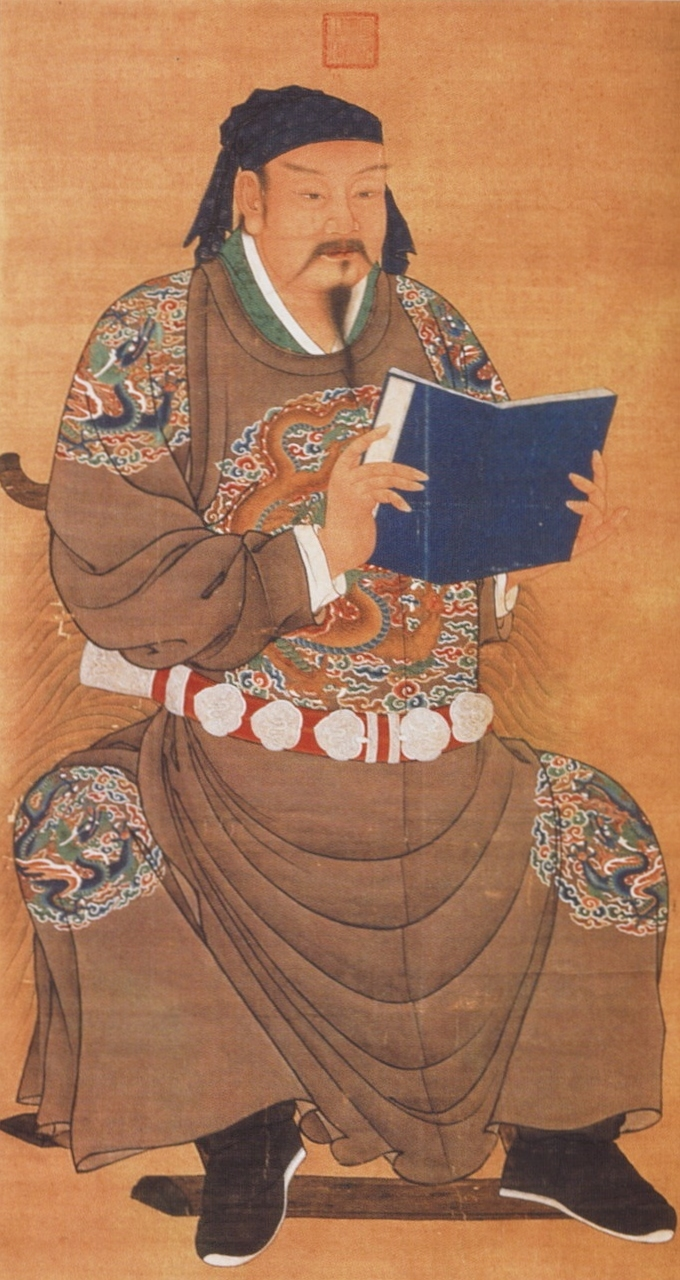
岳飞

建炎四年（1130年），继湖南钟相、杨么反宋起事后，地处江西、广东、福建交界处的虔州（治赣县，今江西省赣州市）与吉州（今江西省吉安市）境内，数十万百姓纷起联合，抗击官府压迫及官军抄掠。吉州变民军首领彭友、李满等，号十大王，与虔州变民军首领陈颙、罗闲十等，率领变民军占据险要，扎寨数百处，依靠深山密林相互支援，共同抗击官军。在循州（今广东省龙川县西南佗城）、梅州（今广东省梅州市）、潮州（今广东省潮州市）、惠州（今广东省惠州市）、英州（今广东省英德市）、韶州（今广东省韶关市西）、南雄州（今广东省南雄市）、南安（今江西省大余县）、建昌（今江西省南城县）及汀州（今福建省长汀县）等州纵横转战。历时三四年，多次击败官军，声势日盛，各地官府急请宋朝朝廷派军镇压。
1133年四月，神武副军都统制岳飞奉命率军至虔州，彭友等率军转入雩都（今江西省于都县）山区，据险待战。岳飞遣使诏谕，变民军宁战不降，出山抗击官军。彭友被俘虏，变民军伤亡很多，退保固石洞。岳飞移师瑞金（今江西省瑞金市），分派统领官张宪、王贵各率一军迂回两翼，亲率一路正面进兵，约期合围固石洞。抵达后，岳飞见山高阻险，四面环水，只有一条路可入。于是令马军重铠列阵山下，伐木造天桥，佯攻几天，引诱变民军投放滚木礌石，等他们用尽。然后派三百敢死士登山突破隘口，山下鸣鼓呼噪，以造声势。变民军不知官军多寡，慌乱中很多人坠崖身死，奔逃下山之人被围，李满等首领被俘。不久，其他山寨变民军也被岳飞率军各个击破，虔州、吉州平定，岳飞没有遵照宋高宗的命令大肆屠戮，而是安抚江西百姓。